# Valiato de Bagdad
El valiato de Bagdad (en turco otomano: ولايت بغداد‎, romanizado: 'Vilâyet-i Bagdad,  turco moderno: Bağdat Vilâyeti, en árabe: ولاية بغداد‎) fue una división administrativa de primer nivel (valiato) del Imperio otomano en el actual Irak central. La capital fue Bagdad. 
A principios del siglo XX, según se informa, tenía un área de 54 503 millas cuadradas (141 162,8 km²), mientras que los resultados preliminares del primer censo otomano de 1885 (publicado en 1908) dieron una población de 850 000. La precisión de las cifras de población varía de "aproximada" a "meramente conjetura" según la región de la que se obtuvieron. 

## Historia

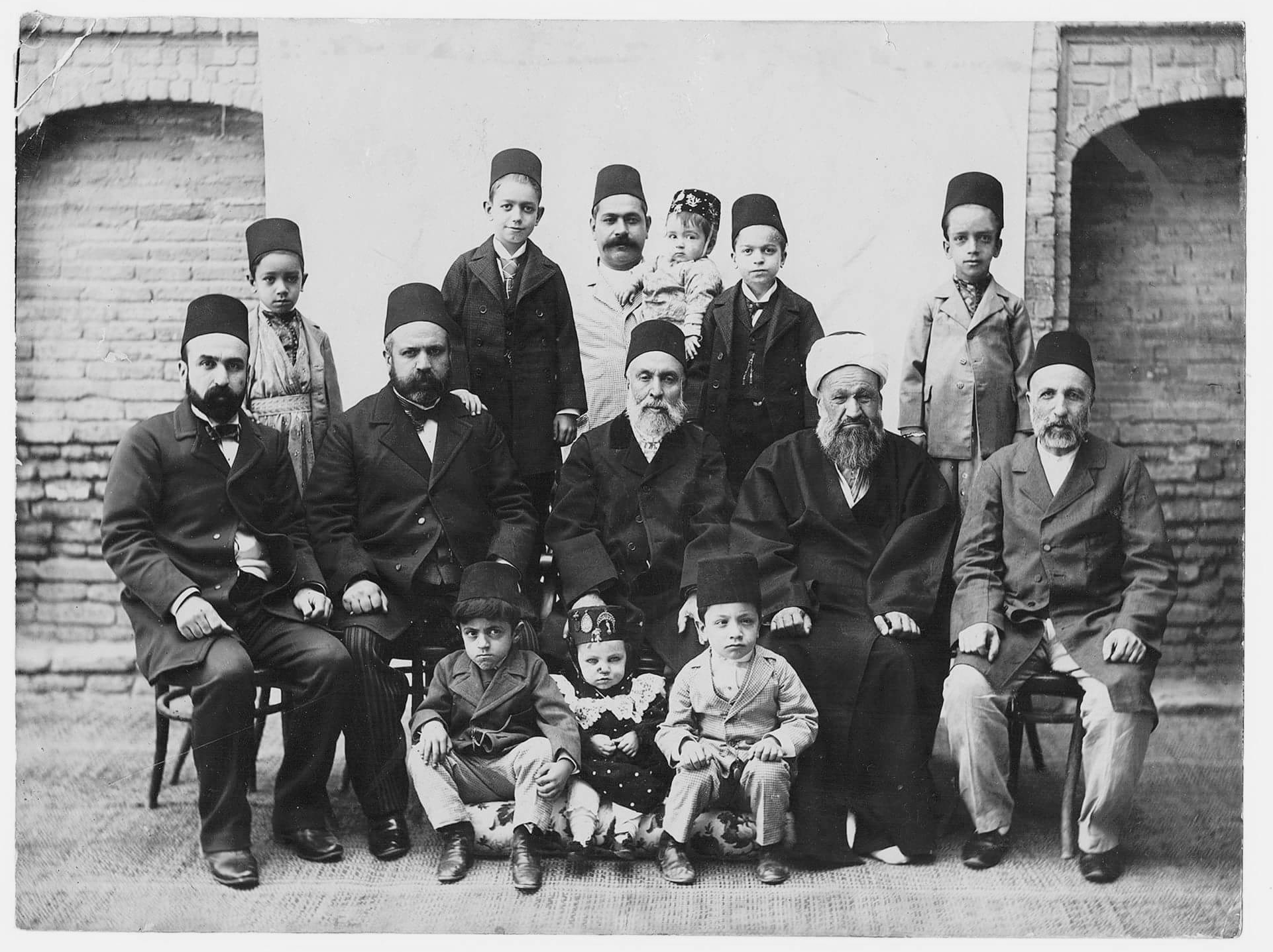
La familia del gobernador Al-Shakir Effendi en Bagdad, 1901

En 1869 Midhat Bajá fue investido gobernador de Bagdad. Extendió la jurisdicción otomana hasta la ciudad de Al-Bida, después de haber establecido su autoridad en Néyed. En enero de 1872, Catar fue designado kaza bajo el sanjacado de Néyed. Sin embargo, las relaciones con las autoridades otomanas se volvieron hostiles tanto en Al-Bida como en Néyed, lo que finalmente condujo a la batalla de Al Wajbah, donde los otomanos fueron derrotados.

## Divisiones administrativas
Sanjacados o distritos del valiato:
| Sanjacado | Actualmente                                               |
| --------- | --------------------------------------------------------- |
| Bagdad    | Bagdad                                                    |
| Divaniye  | Diwaniya                                                  |
| Kerbela   | Kerbala, Mesed-i-Hüseyin                                  |
| Néyed     | Junio de 1871-1875, entonces parte del valiato de Basora) |